# Prix World Fantasy du meilleur roman court
Le prix World Fantasy du meilleur roman court (en anglais : World Fantasy Award for Best Novella) est un prix littéraire américain décerné chaque année depuis 1982 dans le cadre de la World Fantasy Convention (en). il récompense des romans courts de fantasy publiés en anglais pendant l'année précédente.

## Éligibilité
Le prix est destiné aux œuvres littéraires de fantasy comptant de 10 001 à 40 000 mots (un format généralement appelé, dans le monde de l'édition de langue anglaise, novella : une longueur située entre ma nouvelle et le roman), publiés ou traduits en anglais lors de l'année calendaire précédant la tenue d'une édition de la World Fantasy Convention (en), une convention de fantasy qui se déroule tous les ans vers la fin octobre dans une ville différente des États-Unis (celle qui a eu lieu en octobre 2024, par exemple, récompense des œuvres publiées en 2023).
En juin, un bulletin de vote est envoyé aux participants à la World Fantasy Convention à venir, ainsi qu'à ceux des deux éditions précédentes, pour déterminer deux des finalistes ; un ensemble de cinq jurés leur ajoute au moins trois autres finalistes, avant de voter pour le lauréat final. Les jurés sont principalement des auteurs de fantasy eux-mêmes et sont choisis chaque année par l'administration des prix World Fantasy ; cette dernière a le pouvoir de départager les éventuels ex æquo. Les résultats sont présentés lors de la World Fantasy Convention fin octobre.

## Historique
Le prix World Fantasy du meilleur roman court est créé en 1982. Entre 1975, date de la tenue de la première World Fantasy Convention (et de la majorité des autres catégories de prix World Fantasy), et 1982, les œuvres de la taille d'un roman court sont couvertes par le prix de la meilleure nouvelle.
En 2016, la catégorie est brièvement renommée « meilleure fiction longue » (Best Long Fiction) avant de reprendre son nom l'année suivante.

## Palmarès
Note : l'année indiquée est celle de la cérémonie, récompensant les ouvrages sortis au cours de l'année précédente. Les lauréats sont cités en premier, suivis par les autres œuvres finalistes, par ordre décroissant de votes.
Sauf indication contraire ou complémentaire, les informations mentionnées dans cette section proviennent des sites web du prix World Fantasy et de la Science Fiction Awards Database.

### Années 1980

#### 1982
The Fire When It Comes (en) par Parke Godwin
- Ealdwood (en) par C. J. Cherryh
- La Forêt des mythagos (Mythago Wood) par Robert Holdstock
- Le Fleuve des songes nocturnes (The River of Night's Dreaming) par Karl Edward Wagner

#### 1983
Beyond All Measure par Karl Edward Wagner et Confess the Seasons par Charles L. Grant (ex æquo)
- La Méthode respiratoire (The Breathing Method) par Stephen King
- Horrible Imaginings par Fritz Leiber
- Night's Swift Dragons par Charles L. Grant

#### 1984
L'Air noir (Black Air) par Kim Stanley Robinson
- Nouvelle recette pour canard au sang (The Lurking Duck) par Scott Baker
- La Fiancée du singe (The Monkey's Bride) par Michael Bishop
- Nunc Dimittis (Nunc Dimittis) par Tanith Lee
- The Red Hawk par Elizabeth A. Lynn

#### 1985
Le Pays invaincu (The Unconquered Country) par Geoff Ryman
- La Ballade de la balle élastique (The Ballad of the Flexible Bullet) par Stephen King
- In the Sumerian Marshes par Gerald Pearce
- Le Testament de Jacqueline Ess (en) (Jacqueline Ess: Her Will and Testament) par Clive Barker
- L'Homme qui peignit le Dragon Griaule (The Man Who Painted the Dragon Griaule) par Lucius Shepard

#### 1986
Nadelman's God par T. E. D. Klein
- Dead Image par David Morrell
- Do I Dare to Eat a Peach? par Chelsea Quinn Yarbro
- Flight par Peter Dickinson
- The Gorgon Field par Kate Wilhelm

#### 1987
Hatrack River par Orson Scott Card
- Hasard (Chance) par Connie Willis
- Hellraiser (The Hellbound Heart) par Clive Barker
- Turbulences (Night Moves) par Tim Powers
- The Night Seasons par J. N. Williamson

#### 1988
Petites bufflesses, voulez-vous sortir ce soir ? (en) (Buffalo Gals, Won't You Come Out Tonight?) par Ursula K. Le Guin
- Best Friends par Robert R. McCammon
- The Boy Who Came Back from the Dead par Alan Rodgers (en)
- L'Hypothèse du lézard (A Hypothetical Lizard) par Alan Moore
- Nidification (Nesting Instinct) par Scott Baker
- L'Homme en forme de poire (The Pear-Shaped Man) par George R. R. Martin
- Ombres (Shades) par Lucius Shepard

#### 1989
Skin Trade (The Skin Trade) par George R. R. Martin
- The Devil's Arithmetic (en) par Jane Yolen
- The Gardener par Sheri S. Tepper
- La Fille du chasseur d'écailles (The Scalehunter's Beautiful Daughter) par Lucius Shepard

### Années 1990
| Sommaire : | - Haut - 1990 - 1991 - 1992 - 1993 - 1994 - 1995 - 1996 - 1997 - 1998 - 1999 |

#### 1990
La Grande Œuvre du temps (en) (Great Work of Time) par John Crowley
- Apartheid, Supercordes et Mordecai Thubana (Apartheid, Superstrings, and Mordecai Thubana) par Michael Bishop
- A Dozen Tough Jobs (en) par Howard Waldrop
- Le Père des pierres (The Father of Stones) par Lucius Shepard
- On the Far Side of the Cadillac Desert with Dead Folks (en) par Joe R. Lansdale

#### 1991
Bones par Pat Murphy
- Les Lumières des pins (The Barrens) par F. Paul Wilson
- Black Cocktail (en) par Jonathan Carroll
- Le Vieil Homme et son double (The Hemingway Hoax) par Joe Haldeman

#### 1992
L'Arbre aux épines (The Ragthorn) par Robert Holdstock et Garry Kilworth
- La Galerie de ses rêves (The Gallery of His Dreams) par Kristine Kathryn Rusch
- Gwydion and the Dragon par C. J. Cherryh
- Our Lady of the Harbour par Charles de Lint
- The Pavilion of Frozen Women par S. P. Somtow
- To Become a Sorcerer par Darrell Schweitzer (en)

#### 1993
Le Village fantôme (The Ghost Village) par Peter Straub
- Paperjack par Charles de Lint
- The Territory par Bradley Denton
- Ménage en grand (Uh-Oh City) par Jonathan Carroll
- Unmasking par Nina Kiriki Hoffman

#### 1994
Under the Crust par Terry Lamsley
- The Erl-King (The Erl-King) par Elizabeth Hand
- Mefisto in Onyx par Harlan Ellison
- The Night We Buried Road Dog par Jack Cady
- Le Prométhée invalide (Wall, Stone, Craft) par Walter Jon Williams

#### 1995
Dernier été à Mars Hill (Last Summer at Mars Hills) par Elizabeth Hand
- Au bon pain (Fee) par Peter Straub
- The God Who Slept With Women par Brian W. Aldiss
- La Dernière Fois (The Last Time) par Lucius Shepard
- Out of the Night, When the Full Moon Is Bright... par Kim Newman
- A Slow Red Whisper of Sand par Robert Devereaux

#### 1996
Radio Waves (Radio Waves) par Michael Swanwick
- Ether, ou (Ether OR) par Ursula K. Le Guin
- Home for Christmas par Nina Kiriki Hoffman
- La Profession insipide de Jonathan Hornebom (The Insipid Profession of Jonathan Hornebom) par Jonathan Lethem
- À suivre (More Tomorrow) par Michael Marshall Smith
- Où Ils se cachent (Where They Are Hid) par Tim Powers

#### 1997
A City in Winter (en) par Mark Helprin
- Beauty and the Opéra or The Phantom Beast par Suzy McKee Charnas
- Blood of the Dragon par George R. R. Martin
- GI Jesus par Susan Palwick (en)
- Voilà que l'Enfer dilate sa gorge... (Hell Hath Enlarged Herself) par Michael Marshall Smith

#### 1998
Streetcar Dreams par Richard Bowes
- Apocalypse Dracula (Coppola's Dracula) par Kim Newman
- Le Vin qui s'écoule des outres percées (The Dripping of Sundered Wineskins) par Brian Hodge (en)
- The Fall of the Kings par Ellen Kushner et Delia Sherman
- The Zombies of Madison County par Douglas E. Winter

#### 1999
The Summer Isles par Ian R. MacLeod
- Cold par A. S. Byatt
- Libellule (Dragonfly) par Ursula K. Le Guin
- Le Chevalier errant (The Hedge Knight) par George R. R. Martin
- Mr. Clubb and Mr. Cuff (Mr. Clubb and Mr. Cuff) par Peter Straub

### Années 2000
| Sommaire : | - Haut - 2000 - 2001 - 2002 - 2003 - 2004 - 2005 - 2006 - 2007 - 2008 - 2009 |

#### 2000
Sky Eyes par Laurel Winter et The Transformation of Martin Lake par Jeff VanderMeer (ex æquo)
- Le Rocher aux crocodiles (Crocodile Rock) par Lucius Shepard
- Scarlet and Gold par Tanith Lee
- Les Vents de Marble Arch (The Winds of Marble Arch) par Connie Willis
- The Wizard Retires par Michael Meddor

#### 2001
The Man on the Ceiling par Steve Rasnic Tem et Melanie Tem
- Blue Kansas Sky par Michael Bishop
- Chip Crockett's Christmas Carol par Elizabeth Hand
- Le Carnaval de M. Dark (Mr Dark's Carnival) par Glen Hirshberg
- Mr Simonelli ou Le Veuf-fée (Mr. Simonelli or the Fairy Widower) par Susanna Clarke
- Pelican Cay par David Case
- Soixante-douze lettres (Seventy-Two Letters) par Ted Chiang

#### 2002
The Bird Catcher par S. P. Somtow
- Cleopatra Brimstone (Cleopatra Brimstone) par Elizabeth Hand
- L'Éternité et après (Eternity and Afterward) par Lucius Shepard
- Le Trouvier (The Finder) par Ursula K. Le Guin
- Karuna, Inc. par Paul Di Filippo
- Struwwelpeter par Glen Hirshberg

#### 2003
The Library par Zoran Zivkovic
- Coraline (Coraline) par Neil Gaiman
- The Least Trumps par Elizabeth Hand
- Seven Wild Sisters par Charles de Lint
- Un an dans la Ville-Rue (A Year in the Linear City) par Paul Di Filippo

#### 2004
A Crowd of Bone par Greer Gilman (en)
- Dancing Men par Glen Hirshberg
- L'Empire de la Crème glacée (The Empire of Ice Cream) par Jeffrey Ford
- Exorcising Angels par Simon Clark et Tim Lebbon
- The Hortlak par Kelly Link

#### 2005
The Growlimb par Michael Shea
- Golden City Far par Gene Wolfe
- My Death par Lisa Tuttle
- Soho Golem par Kim Newman
- Tainaron : Lettres d'une ville étrangère (en) (Tainaron: Mail from Another City[note 1]) par Leena Krohn

#### 2006
Escamotage (Voluntary Committal) par Joe Hill
- Another War par Simon Morden (en)
- The Imago Sequence par Laird Barron (en)
- In the Machine par Michael Cunningham
- Magie pour débutants (en) (Magic for Beginners) par Kelly Link
- UOUS par Tanith Lee

#### 2007
Botch Town (en) par Jeffrey Ford
- Dark Harvest par Norman Partridge (en)
- The Lineaments of Gratified Desire par Ysabeau S. Wilce (en)
- The Man Who Got Off the Ghost Train par Kim Newman
- Map of Dreams par M. Rickert

#### 2008
Illyria par Elizabeth Hand
- Cold Snap par Kim Newman
- Le Conte du maître meunier (The Master Miller's Tale) par Ian R. MacLeod
- The Mermaids par Robert Edric (en)
- Des étoiles entrevues dans la pierre (Stars Seen through Stone) par Lucius Shepard

#### 2009
Si les anges livrent combat (If Angels Fight) par Richard Bowes
- Good Boy par Nisi Shawl
- Odd et les Géants de glace (en) (Odd and the Frost Giants) par Neil Gaiman
- The Overseer par Albert Cowdrey (en)
- Uncle Chaim and Aunt Rifke and the Angel par Peter S. Beagle

### Années 2010
| Sommaire : | - Haut - 2010 - 2011 - 2012 - 2013 - 2014 - 2015 - 2016 - 2017 - 2018 - 2019 |

#### 2010
Sea-Hearts par Margo Lanagan
- Everland par Paul Witcover
- I Needs Must Part, the Policeman Said par Richard Bowes (en)
- The Lion's Den par Steve Duffy
- The Night Cache par Andy Duncan
- The Women of Nell Gwynne's par Kage Baker

#### 2011
The Maiden Flight of McCauley's Bellerophon (en) par Elizabeth Hand
- Bone and Jewel Creatures par Elizabeth Bear
- The Broken Man par Michael Byers
- The Lady Who Plucked Red Flowers beneath the Queen's Window (en) par Rachel Swirsky (en)
- L'Œuf de dragon (The Mystery Knight) par George R. R. Martin
- The Thief of Broken Toys par Tim Lebbon

#### 2012
A Small Price to Pay for Birdsong par K. J. Parker
- Near Zennor (en) par Elizabeth Hand
- Alice Through the Plastic Sheet par Robert Shearman (en)
- Les Attracteurs de Rose Street (Rose Street Attractors) par Lucius Shepard
- Silently and Very Fast par Catherynne M. Valente

#### 2013
Let Maps to Others par K. J. Parker
- Hand of Glory par Laird Barron (en)
- L'Âme de l'empereur (The Emperor’s Soul) par Brandon Sanderson
- Le Crâne (The Skull) par Lucius Shepard
- Sky par Kaaron Warren (en)

#### 2014
Wakulla Springs par Andy Duncan et Ellen Klages (en)
- Black Helicopters par Caitlín R. Kiernan
- The Sun and I par K. J. Parker
- Burning Girls par Veronica Schanoes (en)
- Six-Gun Snow White (en) par Catherynne M. Valente

#### 2015
Nous allons tous très bien, merci (We Are All Completely Fine) par Daryl Gregory
- Where the Trains Turn par Pasi Ilmari Jääskeläinen
- Hollywood North par Michael Libling
- The Mothers of Voorhisville par Mary Rickert
- Grand Jeté (The Great Leap) par Rachel Swirsky (en)
- The Devil in America par Kai Ashante Wilson (en)

#### 2016
The Unlicensed Magician par Kelly Barnhill
- The Pauper Prince and the Eucalyptus Jinn par Usman T. Malik (en)
- Guignol par Kim Newman
- Waters of Versailles (en) par Kelly Robson
- Farewell Blues par Bud Webster (en)

#### 2017
La Quête onirique de Vellitt Boe (en) (The Dream-Quest of Vellitt Boe) par Kij Johnson
- La Ballade de Black Tom (The Ballad of Black Tom) par Victor LaValle
- Les Portes perdues (Every Heart a Doorway) par Seanan McGuire
- Bloodybones par Paul F. Olson
- A Taste of Honey par Kai Ashante Wilson (en)

#### 2018
Passing Strange (en) (Passing Strange) par Ellen Klages (en)
- The Teardrop Method par Simon Avery
- In Calabria par Peter S. Beagle
- Mapping the Interior par Stephen Graham Jones
- The Black Tides of Heaven (en) par JY Yang (en)

#### 2019
The Privilege of the Happy Ending (en) par Kij Johnson
- The Only Harmless Great Thing (en) par Brooke Bolander (en)
- Les Tambours du dieu noir (The Black God’s Drums) par P. Djèlí Clark
- The Tea Master and the Detective par Aliette de Bodard
- Sous un ciel de sucre (Beneath the Sugar Sky) par Seanan McGuire

### Années 2020
| Sommaire : | - Haut - 2020 - 2021 - 2022 - 2023 - 2024 - 2025 |

#### 2020
Silver in the Wood (en) par Emily Tesh
- Le Billot du Boucher (The Butcher's Table) par Nathan Ballingrud (en)
- Desdemona and the Deep par C. S. E. Cooney (en)
- In an Absent Dream par Seanan McGuire
- Les Abysses (en) (The Deep) par Rivers Solomon, avec Daveed Diggs, William Hutson et Jonathan Snipes

#### 2021
L'Architecte de la vengeance (en) (Riot Baby) par Tochi Onyebuchi (en)
- Ring Shout : Cantique rituel (Ring Shout, or Hunting Ku Kluxes in the End Times) par P. Djèlí Clark
- Stepsister par Leah Cypess (en)
- Envol (Flyaway) par Kathleen Jennings
- The Four Profound Weaves (en) par R. B. Lemberg (en)

#### 2022
Et que désirez-vous ce soir (en) (And What Can We Offer You Tonight) par Premee Mohamed (en)
- For Sale by Owner par Elizabeth Hand
- Nothing But Blackened Teeth par Cassandra Khaw (en)
- Finches par A. M. Muffaz
- A Canticle for Lost Girls par Isabel Yap

#### 2023
Pomegranates par Priya Sharma
- The Bruising of Qilwa par Naseem Jamnia
- The House of Drought par Dennis Mombauer
- Even Though I Knew the End (en) par C. L. Polk (en)
- Helpmeet par Naben Ruthnum (en)

#### 2024
Half the House Is Haunted par Josh Malerman (en)
- The Crane Husband par Kelly Barnhill
- Thornhedge par T. Kingfisher
- Prince Hat Underground par Kelly Link
- A Season of Monstrous Conceptions par Lina Rather
- Des mammouths à la porte (Mammoths at the Gates) par Nghi Vo

#### 2025
Le gagnant sera annoncé au cours de la cérémonie des prix World Fantasy 2025 qui se tiendra le 2 novembre 2025 à Brighton en Angleterre durant la World Fantasy Convention.
- Crypt of the Moon Spider par Nathan Ballingrud (en)
- In the Shadow of Their Dying par Michael F. Fletcher et Anna Smith Spark (en)
- Yoke of Stars par R. B. Lemberg (en)
- The Woods All Black par Lee Mandelo
- Comme l'exigeait la forêt (The Butcher of the Forest) par Premee Mohamed (en)

## Statistiques
Au cours de 43 éditions (1982 à 2024), 160 auteurs et 226 romans courts ont été finalistes du prix World Fantasy du meilleur roman court ; 42 auteurs et 48 ouvrages l'ont remporté. Deux lauréats sont arrivés ex aequo en 1983 et 2000.
Lauréats multiples :
- 3 prix : Elizabeth Hand
- 2 prix : Richard Bowes (en), Kij Johnson, Ellen Klages (en), K. J. Parker

Nominations multiples :
- 10 : Lucius Shepard
- 9 : Elizabeth Hand (3 prix)
- 6 : Kim Newman
- 4 : George R. R. Martin
- 3 : Michael Bishop, Richard Bowes (en) (2 prix), Glen Hirshberg, Ursula K. Le Guin, Tanith Lee, Kelly Link, Charles de Lint, Seanan McGuire, K. J. Parker (2 prix), Peter Straub (1 prix)
- 2 : Scott Baker, Nathan Ballingrud (en), Clive Barker, Kelly Barnhill (1 prix), Laird Barron (en), Peter S. Beagle, Jonathan Carroll, C. J. Cherryh, P. Djèlí Clark, Andy Duncan (1 prix), Paul Di Filippo, Jeffrey Ford (1 prix), Neil Gaiman, Charles L. Grant (1 prix), Nina Kiriki Hoffman, Robert Holdstock (1 prix), Kij Johnson (2 prix), Stephen King, Ellen Klages (en) (2 prix), Tim Lebbon, R. B. Lemberg (en), Ian R. MacLeod (1 prix), Premee Mohamed (en) (1 prix), Tim Powers, M. Rickert, Michael Marshall Smith, S. P. Somtow (1 prix), Rachel Swirsky (en), Catherynne M. Valente, Karl Edward Wagner (1 prix), Connie Willis, Kai Ashante Wilson (en)